# Casa Feliu
La Casa Feliu és una casa protegida com a bé cultural d'interès local al centre del nucli urbà de Tremp (Pallars Jussà), amb el frontis principal disposat a la Plaça de l'Església i un de posterior a la Plaça Capdevila.
És una casa entre mitgeres i amb un alçat de tres plantes, planta baixa, pis i golfes. En els seus orígens, la casa va pertànyer al Baró de Claret, persona rellevant dins la petita noblesa local del segle xvii. Posteriorment, la casa fou adquirida per dos propietaris més, fins que el 1890 la va comprar Àngel Feliu, promotor de la reforma de finals del XIX (15 de juliol de 1890). La fesomia actual de l'edifici correspon a la modificació promoguda per Feliu. El 28 de desembre de 1928 es dugué a terme la reforma noucentista, que afectà en l'interior, modificant l'escala.
La façana principal destaca per la porta d'arc de mig punt adovellat, així com per les grans balconades corregudes i els esgrafiats decoratius. Igualment rellevant és la tribuna de fusta que presenta una composició geomètrica en vidres de colors. El frontis és culminat per un ràfec que presenta una decoració en ziga-zaga. Quant a la façana posterior, es deixa el paredat sense arrebossar i destaca, en la primera planta, la galeria amb columnetes metàl·liques i vidrieres amb la mateixa composició geomètrica de la tribuna anterior. De l'interior destaca l'escala imperial amb barana de ferro treballat.